# I'm Tee, Me Too
I’m Tee, Me Too／アイム・ティー、ミー・トゥー（タイ語: I'm Tee, Me Too – คนละทีเดียวกัน）は、2020年に放送のタイのテレビドラマシリーズ。アタパン・プーンサワット（ガン）、ピーラワット・シェーンポーティラット（クリス）、プラチャヤー・レァーンロード（シントー）、タワン・ウィホクラット（テイ）、ジュンポン・アドゥンキッティポーン（オフ）、ティティプーン・テーシャアパイクン（ニュー）が主演を務める。 
ナッタポン・モンコンサワスが監督し、GMMTVが制作したこのドラマは、2020年7月8日にGMMTVがAIS Playとともに発表した2つのテレビドラマのうちの1つである。2020年9月18 日から11月6日までの間、毎週金曜日21:30 ICTにGMM 25とAIS Playにて放送された。 

## あらすじ
母親が亡くなった後、家を押収されそうになったワーティー（ピーラワット・シェーンポーティラット）は家を維持するために部屋を貸し出すことにした。そして迎え入れたのが名前に「ティー」の付く、メーティー（ジュンポン・アドゥンキッティポーン）、ティードー（タワン・ウィホクラット）、マイティー（プラチャヤー・レァーンロード）、ティーデット（ティティプーン・テーシャアパイクン）、ティーレックス（アタパン・プーンサワット）の5人である。名前に共通点はあっても、全員性格は全く違う6人での生活がはじまる。

## キャストとキャラクター

### 主演
- ティーレックス役：アタパン・プーンサワット（ガン）

心理学部の大学2年生。一人っ子で一人暮らしが怖いという理由でこの家に住むことにした。以前は別の名前だったが、中学生の時に今の名前に改名している。
- ワーティー役：ピーラワット・シェーンポーティラット（クリス）

大学の近くに家を構える建築学部の大学3年生。唯一の肉親である母親が亡くなって以来一人で暮らしていたが、家が差し押さえられそうになったため仕方なく部屋を貸し出すことにする。他人と積極的に関わろうとせず、他人からの好意を嫌う。
- マイティー役：プラチャヤー・レァーンロード（シントー）

料理好きで、杓子定規な性格。奇妙な恐怖症-吉報恐怖症を持っている。食品科学を専攻する大学4年生。
- ティードー役：タワン・ウィホクラット（テイ）

音や雑音、特に咀嚼音に対しては食事中にヘッドホンをつけなければならないほどの咀嚼音恐怖症。音楽を専攻する大学3年生。両親と兄弟6人ともに音楽一家であり、家族の演奏する音に耐え切れず実家を出た。元々は「ティー」という名前だが、ややこしいので音階のドレミファソラシドからドを取って「ティードー」と呼ばれている。
- メーティー役：ジュンポン・アドゥンキッティポーン（オフ）

幽霊恐怖症の想像力豊かな脚本家。コミュニケーション・アートを専攻する大学3年生。
- ティーデット役：ティティプーン・テーシャアパイクン（ニュー）

運動することと悪口を言うこと以外は何もしない。美人恐怖症で、美人に会うと気絶することもある。森林学を専攻する大学3年生。

### 脇役
- ソーン・ルークソーン・タンヤワン役：ラチャーナン・マハーワン（フィルム）

ティーレックスの友人で、ティーデットの美人恐怖症を克服するために家に呼ばれた。（第2・5話）
- サウンドラブ役：ラピサラ・インタラスート（アップル）

ティードーの新しい恋人。（第3話）
- マイティーの母親役：Narumon Phongsupan (Koy)
- ワーティーの母親とその双子の姉妹役：Angsana Buranon (Muay)
- メーティーの母親役：Sumontha Suanpholaat (Jum)

### ゲスト出演
- インク役：チャンヤー・マクロリー（ニン）

マイティーの元カノでティードーの彼女。突然姿を消したティードーを訪ねてきた。（第1話）
- ティーレックスの父親役：クナコン・クッパン

ティーレックスの様子を見に、遠方から訪ねてきた。（第3・6・7話）
- ウアン役：Thanyanan Pipatchaisiri (Natty)

ティードーの元彼女だが、映画館でのティードーの行動に愛想を尽かして別れた。（第3話）
- 若い頃のティーデット役：Thanaset Suriyapornchaikul (Euro)

太っていることで初恋の女の子に振られてしまい、美人がトラウマに。（第5話）
- チェリー役：Parassara Dejkraisak (Frappe)

偶然再会したティーデットの初恋の女の子。（第5話）
- ティーボーン役：ナタワット・フィンラー（パトリック）

部屋を借りれないか訪ねてきた青年。（第8話）

## エピソード
| 話数 | 放送日         |
| --- | -------------- |
| 1 | 2020年9月18日  |
| 1か月前に唯一の肉親である母親を亡くしたワーティーは、家の家賃が半年前から滞納されており、もうすぐ差し押さえされることを知る。新しく始めたアルバイトだけでは生活費しか賄えず、仕方なく空いている部屋を貸し出すことにする。募集したのは4人で2部屋、名前に「ティー」の付く人限定とした。すぐに部屋は埋まったがさらに1人が加わり6人での共同生活が始まった。ワーティーは同居にあたり様々なルールを作成し厳守するように求めるも、さっそくトラブルが発生する。                                                             |                |
| 2 | 2020年9月25日  |
| ティードーたちの不注意で、ワーティーが母親と一緒に植えた植木鉢を倒して壊してしまった。怒ったワーティーは5人に出ていくように言ったが、その日はティードーの誕生日であることから、ワーティーに許しを請い家を追い出されることを回避する。実はその日はワーティーの誕生日でもあったが、ワーティーはそのことを皆には言わず、ひとり母親との思い出に浸りながら誕生日を祝った。そして皆と打ち解けようとしないワーティーをよそに、5人はティーデットの美人恐怖症を克服させようと計画を立てる。                                  |                |
| 3 | 2020年10月2日  |
| ティードーの咀嚼音恐怖症を克服させるため、新たな恋人サウンドラブをワーティーに内緒でディナーに招待する。あの手この手で咀嚼音が聞こえないようにすることで、食事や映画といったイベントを攻略していっているように思われたが、結局根本的な解決には至らない。その途中、家にティーレックスの父親が訪ねてきた。ワーティーは父親であろうと外部の人間を家に入れることはルール違反であると主張する。ティードーの介入によってその場は納められたものの、ワーティーとの距離はやはりなかなか縮まらないでいた。                    |                |
| 4 | 2020年10月9日  |
| メーティーが幽霊を怖がり夜中に叫び声をあげることで住人たちは寝不足に。そこで今度はメーティーの幽霊恐怖症を克服させる計画が立てられる。そんなある日、その原因を作った母親が家を訪ねてきた。しかし家のルールや、母親の行動を毛嫌いするメーティーによりすぐに立ち去ることに。母親は帰り道に足をくじいたところを助けてくれたワーティーに、それと知らず息子のこと話すと、ワーティーは母親に会いたくない子供はいないのでまた訪ねるように言う。しかし下宿にはルールがあると言われワーティーには思い当たる節が…。           |                |
| 5 | 2020年10月16日 |
| ワーティーの言葉を受けてメーティーの母親が再び家を訪ねてきた。そこでワーティーはメーティーの母親については訪問を許可することに。これをきっかけにメーティーは恐怖症を克服する努力をはじめ、母親と和解する。一方でティーレックスがひとり怪しい行動をしていたが、突然ワーティーが皆と一緒に食事をすることになり有耶無耶に。また、ティーデットは外出先で美人恐怖症の原因となった初恋相手に再会し、1日だけデートをすることに。さらに後日ティーレックスの友人であるルックソンと植物を通して仲良くなり距離を縮めはじめる。 |                |
| 6 | 2020年10月23日 |
| マイティーが吉報恐怖症なのは、幼い頃に父親を亡くしたことに起因していた。そして今マイティーは入院している母親を失うことを恐れている。ワーティーはそんなマイティーと話しをしている中で、マイティーが小学生の頃に一緒によく遊んでいた親友であったことを思い出す。マイティーにのみ心を開き始めたワーティーは、入院しているマイティーの母親のためにこっそりとプレゼントを用意するのだった。 |                |
| 7 | 2020年10月30日 |
| ティーレックスが再び父親を家に連れてきた。しかし実は彼はワーティーが生まれた直後に記憶喪失になって生き別れとなったワーティーの父親でもあった。ティーレックスとワーティーが同姓同名なのは、同じ父親であることが理由だったのだ。突然のことにその事実をどう受け入れていいか分からないワーティーは、一人になりたいと主張し、ティーたちを全員家から退去させてしまう。 |                |
| 8 | 2020年11月6日  |
| ワーティーが闇金から借りたお金を返済できなかったことで闇金業者に家に押し入られた。しかし駆け付けたティーたちのおかげで何とか助かった。お金を用意するあてのないワーティーにティーレックスは、お金を貸す代わりに再び同居を許可するように提案する。そんな折、ワーティーとティーレックスの父親が突然倒れてしまった。まだ一度も「お父さん」と呼んだことのないままだったワーティーは、父親のために自分の血液を提供することを申し出る。                                                                                    |                |

## 評価
- 青文字が最低の評価を、赤文字が最高の評価を表す。

| 話数 | 放送時間 (ICT) | 放送日         | 評価   | Ref.    |
| ---- | -------------- | -------------- | ------ | ------- |
| 1    | 金曜日 21:30   | 2020年9月18日  | 0.3%   | [ 5 ]   |
| 2    | 金曜日 21:30   | 2020年9月25日  | 0.300% | [ 6 ]   |
| 3    | 金曜日 21:30   | 2020年10月2日  | 0.2%   | [ 7 ]   |
| 4    | 金曜日 21:30   | 2020年10月9日  | 0.269% | [ 8 ]   |
| 5    | 金曜日 21:30   | 2020年10月16日 | 0.122% | [ 9 ]   |
| 6    | 金曜日 21:30   | 2020年10月23日 | 0.236% | [ 10 ]  |
| 7    | 金曜日 21:30   | 2020年10月30日 | 0.213% | [ 11 ]  |
| 8    | 金曜日 21:30   | 2020年11月6日  | 0.181% | [ 12 ]  |
| 平均 | 平均           | 平均           | 0.228% | [注釈1] |

^[注釈1] 各話毎の平均視聴率に基づく。

## サウンドトラック
| 曲名        | 読み方                 | アーティスト | Ref.   |
| ----------- | ---------------------- | ------------ | ------ |
| เล็ก ๆ บ่อย ๆ | レク・レク・ボイ・ボイ | GUNGUN       | [ 13 ] |

## 日本での展開
- 2020年9月28日、株式会社クロックワークスが日本配給権を取得したことを公表した。WOWOWにて2021年1月17日に第1話が先行配信され、同月21日より日本語字幕版にて配信される。[14][15][16]
- 2021年10月4日、TCエンタテインメントよりBlu-ray BOXが発売される。[17]